# A Gyűrűk Ura – A rohírok háborúja
A Gyűrűk Ura – A rohírok háborúja (eredeti cím: The Lord of the Rings: The War of the Rohirrim) 2024-ben bemutatott amerikai–japán anime fantasy film, amelyet Kamijama Kendzsi rendezett. 183 évvel A Gyűrűk Ura trilógia előtt játszódik.
Amerikában 2024. december 13-án, míg Magyarországon 2024. december 5-én mutatták be a mozikban.

## Cselekmény
A Gyűrű háborújának eseményei előtt 183 évvel játszódik, a történetet Éowyn meséli el, és elmondja, hogy Héra, Rohan leendő pajzsleányának és a király lányának történetére nem fognak nagy mesékben vagy dalokban emlékezni.
Freca, a dunlendingek ura, Helm király csarnokába érkezik fiával, Wulffal, Héra gyermekkori barátjával. Frecát zavarja, hogy Héra egy gondori úrhoz fog férjhez menni, és megpróbálja kikényszeríteni a házasságot Wulf és Héra között, hogy elbitorolja Rohan trónját. Wulf feleségül szeretné venni Hérát, de a lányt nem érdekli a házasság. Helm és Freca ökölharcba kezd a csarnokon kívül, amelynek során Helm akaratlanul egyetlen ütéssel megöli Frecát, amiért Helm a "Pörölykezű" becenevet kapja. Wulf feldúltan bosszút esküszik.
Elmegy, és évekig nem hallani róla. Egy nap Héra és félig dunlending unokatestvére, Fréaláf találkoznak egy halott déli harcossal, aki mûmakok (olifántok) szelídítője volt. A harcos mûmak megjelenik és megtámadja; Héra úgy szabadul meg tőle, hogy egy erdei tóba csalja, ahol a Tó őre felfalja. Targg, Freca egyik hadvezére követi őt, és elrabolja. Wulf Vasudvardban lévő erődjébe viszi, és megtudja, hogy Wulf a Dunlendingek, a hegyi törzsek lázadóinak seregének főurává vált. Felajánlja, hogy feleségül megy Wulfhoz, hogy megakadályozza a Rohan elleni támadást, de Fréaláf és nagynénje, Olwyn megmenti. Wulf lerohanja Rohant.
Helm gyávának tartja unokaöccsét, Fréaláfot, amiért Edorast Dúnharg erődjébe akarja evakuálni. Helm felkészül a csatára, miután Lord Thorne megígéri, hogy embereket toboroz. Lief, elejt egy Thorne-tekercset, amelyen olyan pecsét van, mint Wulfén, és Héra rájön, hogy Thorne áruló. Megpróbálja megölni, de ő és a lova megölik a férfit. A csata közben Héra kiüríti Edorast, miután rájön, hogy apját elárulták, és a serege túlerőben van. Wulf a csatában megöli Helm fiát, Haleth-et, majd elfogja Haleth testvérét, Hama-t, a hárpiát, és megöli Helm előtt, aki felajánlotta, hogy meghal helyette. Wulf megkezdi Kürtvár egész télen át tartó ostromát, és hatalmas ostromtornyot épít.
A sebesült és gyászoló Helm éjjel egy titkos átjárón keresztül kioson, hogy csak az öklét használva végezzen Wulf seregével, és a Kürtvár kapuja előtt harcolva, térdét nem hajlítva, megfagyva hal meg. Miközben az egyik éjszakai portyán Helm után kutat, és segít neki megölni egy trollt, Héra véletlenül rábukkan két mordori orkra, akik a mesterük utasítására gyűrűket szednek a halottakról.
Héra felmászik egy sasfészekbe, és egy Helm páncélját viselő sast küld Fréaláfhoz segítségért, majd egy gyönyörű, régi menyasszonyi ruhába öltözve, amit az ellátmányos Pennicruik ad neki, fellovagol az ostromtorony hídjára, amit Wulf éppen leeresztett, hogy lerohanja Kürtvárat, és harcra hívja ki, hogy elterelje a figyelmét Helm és seregének a titkos átjárón keresztül menekülő Rohirrimokról. Legyőzi Wulfot, mondván, hogy szavát adta a megadásra. Targg, aki azt tanácsolta Wulfnak, hogy ne legyen brutális, egyetért vele, de Wulf megöli őt. Fréaláf és lovassága megérkezik. Fréaláf Helm szarvával és páncéljával megijeszti a dunlendingeket, hogy azt higgyék, Helm lidérc jött, és azok elmenekülnek. Wulf megkéseli Héra-t, de az egy pajzs segítségével megfojtja, és ezzel véget vet a háborúnak.
Helm lesz a továbbiakban a névadója a kürtvárnak és erődjének, Helm-szurdoknak. Fehér Saruman lesz Vasudvard új őrzője, és barátságot ajánl az új királynak: Fréaláfnak. Héra, akit nem érdekel az uralkodás, Olwynnal elindul kalandot keresni; először találkozik Gandalffal, akinek kérdései vannak a gyűrűkre vadászó orkokról, akiket látott, míg Fréaláf újjáépíti Edorast és egy új csarnokot, Meduseldet.

## Szereplők
| Szerep          | Eredeti hang                      | Magyar hang        | Leírás                                                                                 |
| --------------- | --------------------------------- | ------------------ | -------------------------------------------------------------------------------------- |
| Pörölykezű Helm | Brian Cox                         | Hegedűs D. Géza    | Rohan indulatos királya, aki megpróbálja megvédeni a népét.                            |
| Héra            | Gaia Wise                         | Podlovics Laura    | Helm lánya, aki segít megvédeni a népüket.                                             |
| Wulf            | Luke Pasqualino                   | Ember Márk         | A Dunlendingek könyörtelen vezetője, aki bosszút akar állni Rohanon az apja haláláért. |
| Éowyn           | Miranda Otto                      | Györgyi Anna       | Rohan leendő pajzsleánya.                                                              |
| Olwyn           | Lorraine Ashbourne                | Balsai Móni        | Rohan nyugalmazott pajzsleánya, aki Héra őrzője lett.                                  |
| Háma            | Yazdan Qafouri                    | Kerek Dávid        | Helm fiai.                                                                             |
| Haleth          | Benjamin Wainwright               | Rohonyi Barnabás   | Helm fiai.                                                                             |
| Fréaláf         | Laurence Ubong Williams           | L. Nagy Attila     | Helm unokaöccse és Rohan trónjának várományosa.                                        |
| Freca           | Shaun Dooley                      | Schneider Zoltán   | Wulf apja, rohír vérű Dunlending, aki megpróbálja megszerezni a trónt.                 |
| Targg           | Michael Wildman                   | Ifj. Fillár István | Tábornok.                                                                              |
| Lord Thorne     | Jude Akuwudike                    | Schnell Ádám       | A rohani nemesség tagja volt Helm Hammerhand uralkodása alatt.                         |
| Lief            | Bilal Hasna                       | Nagy Gereben       |                                                                                        |
| Pennicruik      | Janine Duvitski                   | Hámori Ildikó      | Leltárnok a kürtvárban Helm Hammerhand uralkodása alatt                                |
| Saruman         | Christopher Lee (archív felvétel) | Kincses Károly     | Az istarok rendjének vezetője.                                                         |
| Shank           | Billy Boyd                        | Seder Gábor        | Két ork.                                                                               |
| Wrot            | Dominic Monaghan                  | Kőrösi András      | Két ork.                                                                               |

### Magyar változat
- Magyar szöveg: Tóth Tamás
- Hangmérnök: Cs. Németh Bálint
- Vágó: Kajdácsi Brigitta
- Gyártásvezető: Gelencsér Adrienne
- Szinkronrendező: Tabák Kata
- Produkciós vezető: Hagen Péter

A szinkront a Mafilm Audio Kft. készítette.

## A film készítése
2021 júniusában, Peter Jackson A Gyűrűk Ura filmtrilógiájának (2001-2003) kezdetének 20. évfordulója alkalmából rendezett ünnepségeken a New Line Cinema filmstúdió bejelentette, hogy a Warner Bros. Animationnel. Ennek célja az volt, hogy a New Line ne veszítse el J. R. R. Tolkien A hobbit és A Gyűrűk Ura című regényeinek filmadaptációs jogait. Az új film címe: A Gyűrűk Ura – A rohírok háborúja, rendezője Kamijama Kendzsi, producere pedig Joseph Chou. A filmtrilógia folytatásához kapcsolódik és Philippa Boyens társíró is visszatért. Elmondása szerint évekig tárgyaltak a franchise animációs bővítéséről, mielőtt megállapodtak egy animefilm elkészítése mellett. Jason DeMarco, a Warner Bros. animéért felelős vezető alelnöke szintén producere volt a filmnek. Jackson és a filmtrilógia másik társszerzője, Fran Walsh hivatalosan nem vettek részt az új filmben, de Boyens őket használta az ötletek hangadójaként.